# Lucien Roisin
Lucien Roisin Besnard (L. Roisin) (París, 1884-Barcelona, 1943) fue un fotógrafo y editor francés, establecido en Barcelona y conocido por la gran cantidad de postales que produjo o comercializó de muchos lugares de la geografía española durante la primera mitad del siglo XX.

## Biografía
Los datos sobre su juventud son poco precisos y varían según las fuentes. Nació en París y se especula sobre si comenzó su actividad fotográfica en el barrio de Montmartre de la capital francesa. No hay consenso tampoco sobre la fecha su llegada a Barcelona pero, a partir de las postales conservadas y una mención en el diario La Vanguardia, puede afirmar que en 1912 ya se había establecido en la ciudad. Casado con Ana Sierra Moreno en 1924, falleció el 16 de febrero de 1943 a la edad de cincuenta y ocho años, sin haber tenido descendencia.

## La Casa de la Postal

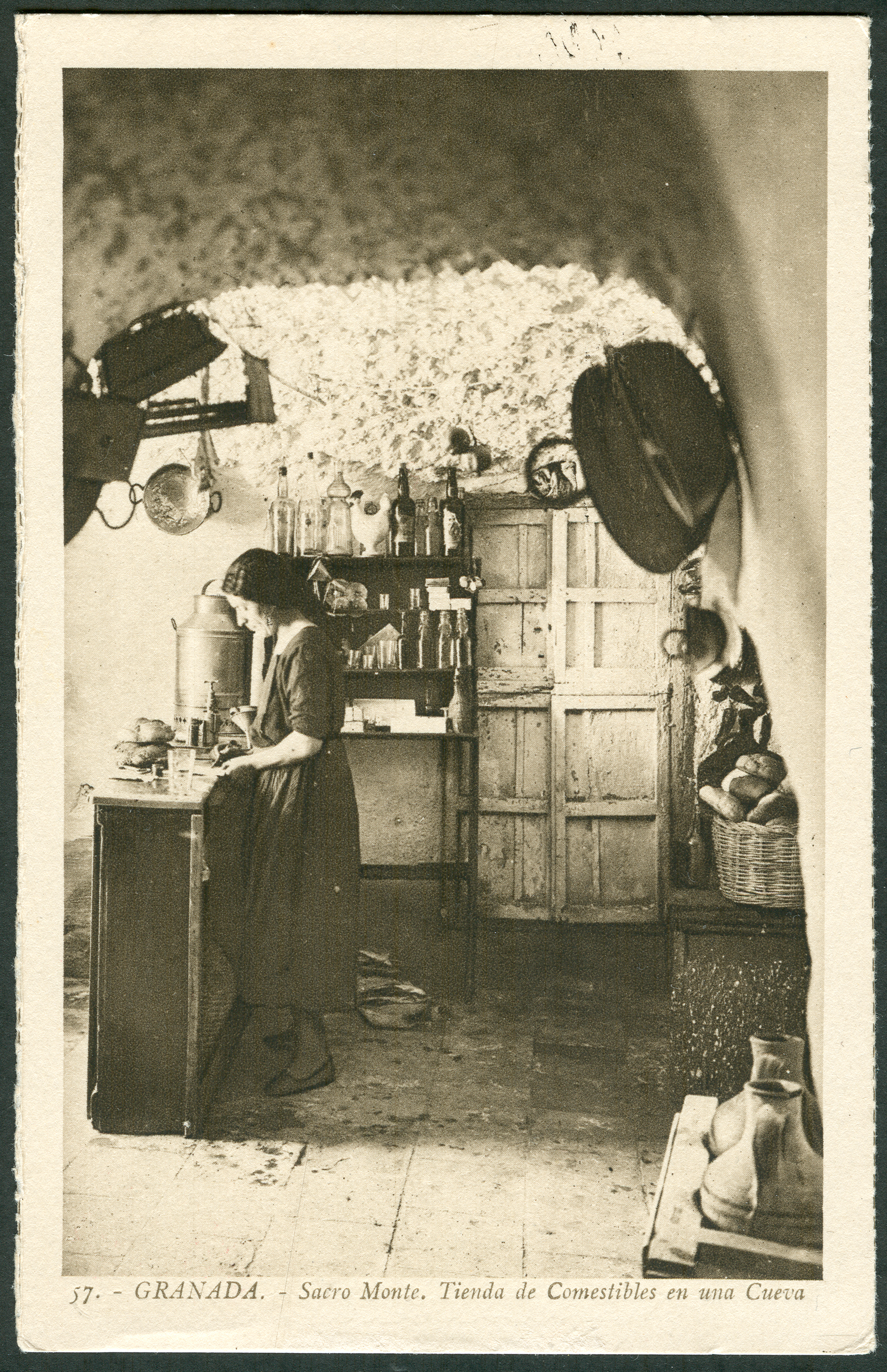
Postal numéro 57 L. Besnard: Granada, Sacro Monte.Tienda de Comestibles en una Cueva. (Anverso)

Como fotógrafo industrial, fue conocido indistintamente como «Luciano Roisin» o «L. Roisin». Tuvo como primera dirección profesional el paseo de San Juan de Barcelona, pero más adelante abrió una tienda en la Rambla de Santa Mónica de la misma ciudad. Este negocio, Postales Roisin, conocido también bajo el nombre comercial de La Casa de la Postal, fue muy popular durante su época. Después de su muerte en 1943, su sobrino cambió la marca profesional de Roisin por la de Sobrino de L. Roisin. Sus sobrinos Robert y Lucienne Roisin Duc continuaron el negocio de la tienda hasta aproximadamente 1962.
Las postales, ligadas al fomento del turismo, se obtenían a partir de fotografías propias y ajenas. Como editor de postales trabajó a menudo con fotografías de otros autores, fotógrafos locales a los que compraba los clichés a fin de poder atender la gran demanda. Debido a la falta de documentación y de la cantidad de imágenes comercializadas por "Postales Roisin", la identidad de estos fotógrafos no ha podido ser establecida.

## Conservación de su obra
A causa de la gran producción de Roisin, sus obras pueden encontrarse en diversos archivos, como el Archivo Nacional de Cataluña, si bien la mayor parte se conserva en el Archivo Histórico Fotográfico del Instituto de Estudios Fotográficos de Cataluña, con una colección que supera las 77.000 imágenes, de las cuales 44.100 son postales y 33.100 negativos. La gran popularidad de las postales publicadas por Roisin ha favorecido por éstas se puedan encontrar fácilmente en los círculos de coleccionistas.

## Fondo personal
Su fondo personal se conserva en el Archivo Nacional de Cataluña. Dicho fondo se encontraba en la tienda de venta de fotografías llamada "Mundo fotogràfic", cuya propietaria, Francisca Rodríguez, lo vendió en su totalidad al ANC, según contrato firmado en Barcelona el 19 de junio de 1997.
El fondo está formado por un lote de 45 negativos de postales de Barcelona; 187 de otras poblaciones de España, Andorra y el Norte de África y otras 247 de lugares sin identificar